# Lucas Severino
Lucas Severino, född 3 januari 1979, är en brasiliansk tidigare fotbollsspelare.
I september 2000 blev han uttagen i Brasilien trupp till fotbolls-OS 2000.